# Deinocerites belkini
Deinocerites belkini är en tvåvingeart som beskrevs av Abdiel José Adames 1971. Deinocerites belkini ingår i släktet Deinocerites och familjen stickmyggor. Inga underarter finns listade i Catalogue of Life.